# 9th/12th Royal Lancers

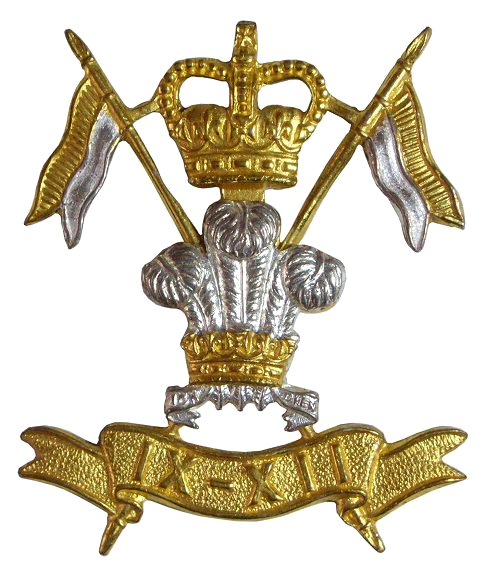
Mützenabzeichen der 9th/12th Royal Lancers

Die 9th/12th Royal Lancers (Prince of Wales’s) waren ein Kavallerieregiment der britischen Armee, das von 1960 bis 2015 bestand und Teil des Royal Armoured Corps war.

## Geschichte

Tactical Recognition Flash der 9th/12th Royal Lancers

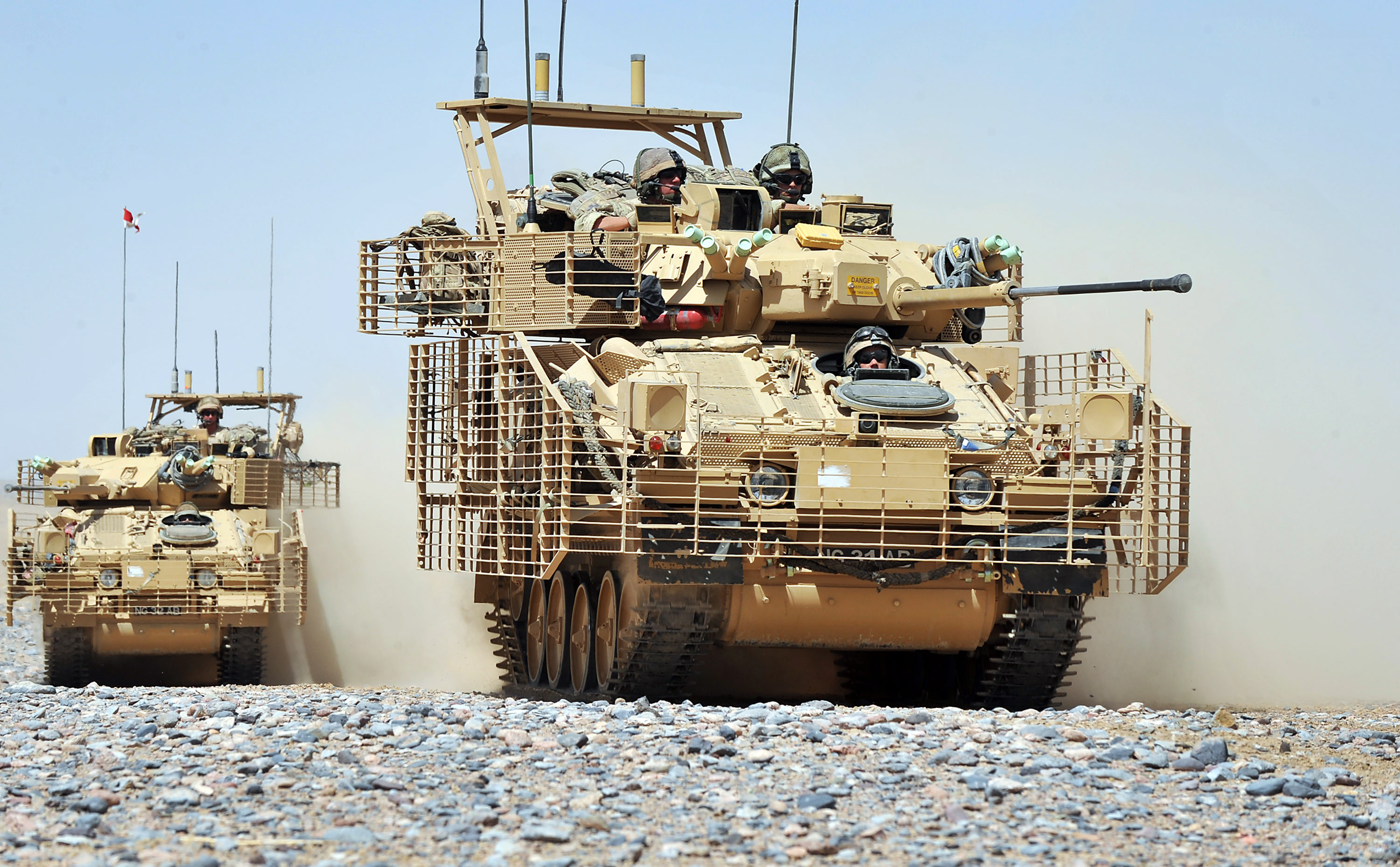
Zwei FV107 Scimitar der 9th/12th Royal Lancers in Afghanistan, 2011

Das Regiment wurde am 11. September 1960 in Tidworth in Wiltshire gegründet, durch Verschmelzung der 9th Queen’s Royal Lancers mit den 12th Royal Lancers (Prince of Wales’s). Das Regiment führte die Traditionen und Battle Honours seiner Vorgängerregimenter weiter. Die Einheit war Teil des Royal Armoured Corps. Das Regimentshauptquartier befand sich in Leicester, das Regiment rekrutierte in Derbyshire, Leicestershire, Northamptonshire und Greater London.
Das Regiment war oft in Deutschland stationiert und wurde 1960, 1976 und 1995 in Nordirland eingesetzt. 1995, 1999, 2003 folgten Einsätze in Bosnien und 2001 im Kosovo. 2003 nahm es am Irakkrieg teil und wurde dort bis 2008 mehrmals stationiert. 2011 diente das Regiment in Afghanistan.
Am 2. Mai 2015 wurde das Regiment mit den Queen’s Royal Lancers zu den Royal Lancers verschmolzen. Die Royal Lancers führen die Traditionen der 9th/12th Royal Lancers bis heute weiter. 

## Colonels
Colonel-in-Chief des Regiments waren:
- 1960–2002: Queen Elizabeth The Queen Mother
- 2003–2015: Prince Andrew, Duke of York

Colonel of the Regiment waren:
- 1960–1961: General Sir Richard McCreery
- 1961–1967: Lieutenant-Colonel Gerald Grosvenor, 4. Duke of Westminster
- 1967–1973: Major-General Gilbert Monckton, 2. Viscount Monckton of Brenchley
- 1973–1978: Brigadier Christopher Beckett, 4. Baron Grimthorpe
- 1978–1982: Major-General Matt Abraham
- 1982–1986: Major-General John Myles Brockbank
- 1986–1990: Colonel Michael ffolliott Woodhead
- 1990–1995: Major-General George Michael Geoffrey Swindells
- 1995–2003: Brigadier Hugh William Kellow Pye
- 2003–2008: Major-General Robin Searby
- 2008–2015: Major-General James Henderson Terry Short